# Хизуненко Володимир Семенович
Володимир Семенович Хизуненко (12 червня 1932 — ?) — український радянський діяч, голова Макіївського міськвиконкому, 1-й секретар Макіївського міськкому КПУ Донецької області, 1-й заступник голови Донецького облвиконкому. Кандидат у члени ЦК КПУ в лютому 1976 — лютому 1981 року.

## Біографія
У 1947—1951 роках — учень Ровеньківського гірничого технікуму Ворошиловградської області.
У 1951—1952 роках — підземний електрослюсар, механік шахти № 2 тресту «Чистяковантрацит» Сталінської області.
У 1952—1956 роках — секретар комітету комсомолу шахти № 17-біс тресту «Чистяковантрацит»; завідувач відділу, 2-й секретар Чистяковського міського комітету ЛКСМУ Сталінської області.
Член КПРС з 1955 року.
У 1956—1971 роках — інструктор, завідувач відділу Чистяковського міського комітету КПУ Сталінської (Донецької) області; інструктор, заступник завідувача відділу Донецького обласного комітету КПУ.
Закінчив Донецький політехнічний інститут і Вищу партійну школу при ЦК КПРС.
У 1971—1975 роках — 2-й секретар Макіїівського міського комітету КПУ Донецької області; голова виконавчого комітету Макіївської міської ради депутатів трудящих Донецької області.
У 1975—1977 роках — 1-й секретар Макіїівського міського комітету КПУ Донецької області.
У 1977 — після 1981 року — 1-й заступник голови виконавчого комітету Донецької обласної ради депутатів трудящих.
Потім — на пенсії в місті Донецьку.